# Ciclovia da Estrada Monumental
A Ciclovia da Estrada Monumental é uma ciclovia portuguesa na cidade do Funchal, Madeira, que faz a ligação entre a Rotunda da Assicom e o Lido. Foi a primeira infraestrutura cicloviária construída na ilha da Madeira e a segunda na região, tendo o seu primeiro troço sido inaugurado em setembro de 2009, coincidindo com as celebrações da Semana Europeia da Mobilidade.

## História
A Ciclovia da Estrada Monumental faz parte de um projeto cicloviário da autarquia municipal que pretende ligar a Praça da Assicom ao centro da cidade do Funchal, estando dividido em três fases. A primeira fase foi inaugurada no dia 19 de setembro de 2009, no âmbito da edição da Semana Europeia da Mobilidade, estabelecendo a pista desde a Praça da Assicom até à curva do Forum Madeira, num total de 800 metros.
Como consequência da crise financeira nacional e do buraco financeiro das contas públicas regionais, o projeto para a segunda fase de construção da ciclovia foi revisto e modificado, reduzindo o orçamento inicialmente previsto em três quartos (¾). Assim, a segunda fase foi inaugurada a 16 de setembro de 2014, coincidindo com o dia de abertura oficial da Semana Europeia da Mobilidade, acrescentando cerca de 1 850 metros à ciclovia até então existente e unindo o início da Rua de Saint Helier (de quem vem do Forum Madeira) ao Nó Rodoviário do Lido.